# HD193722
HD193722 — хімічно пекулярна зоря спектрального класу B9, що має видиму зоряну величину в смузі V приблизно  6,5.
Вона  розташована на відстані близько 1221,6 світлових років від Сонця.

## Фізичні характеристики
Телескоп Гіппаркос зареєстрував фотометричну змінність  даної зорі з періодом    8,53 доби в межах від  Hmin= 6,49 до  Hmax= 6,42.

## Пекулярний хімічний склад
Зоряна атмосфера HD193722 має підвищений вміст 
Si
.